# Institut de recherche d'Hydro-Québec
L'Institut de recherche d'Hydro-Québec, aussi connu sous l'acronyme IREQ (Institut de recherche en électricité du Québec), est un centre de recherche fondé par Hydro-Québec en 1967. Établi à Varennes, sur la Rive-Sud de Montréal, il se spécialise dans les domaines de la haute tension, de la mécanique et de la thermomécanique, de la simulation de réseaux, de l'étalonnage, de la chimie des matériaux et de l'efficacité énergétique.

## Historique
Fondé par le professeur Lionel Boulet, qui l'a dirigé jusqu'en 1984, l'IREQ est le seul centre de recherche totalement intégré à une entreprise d'électricité en Amérique du Nord. Sa création, annoncée par le premier ministre du Québec Daniel Johnson, le 6 février 1967, avait pour objectif de répondre aux besoins d'expérimentation d'Hydro-Québec en matière de transport d'électricité, de stimuler le développement d'une industrie locale, tout en permettant à l'entreprise publique de faire valoir son savoir-faire à travers le monde.
Le centre est construit sur des terrains de 2,5 km2 situés à Varennes, à la limite des municipalités voisines de Sainte-Julie et de Boucherville et près de l'extrémité sud des premières lignes de transport d'électricité à 735 kilovolts reliant le projet Manic-Outardes à la région de Montréal. Le complexe est inauguré par le premier ministre Robert Bourassa, le 29 septembre 1970.
Afin de démarrer ses travaux, l'institut embauche 24 chercheurs — physiciens, chimistes, mathématiciens et ingénieurs. L'IREQ recrute tant au Québec qu'à l'étranger : des États-Unis, de la France, du Royaume-Uni, de la Suisse, de la Pologne, de la Hongrie, de la Suède, du Vietnam, de la Tchécoslovaquie, de l'Inde, de l'Égypte et du Liban.

## Champs de recherche
Les recherches des scientifiques et ingénieurs de l'institut, doté d'un budget annuel de 130 millions CAD (2024), ont acquis une réputation mondiale. Ils ont notamment permis de prolonger la vie des barrages, d'améliorer la performance des équipements, d'automatiser la conduite du réseau et d'augmenter la capacité de transport de certaines lignes à haute tension.
Le Laboratoire des technologies de l'énergie (LTE), situé à Shawinigan, en Mauricie, adapte et développe de nouveaux produits et développe des procédés améliorant l'efficacité énergétique de ses clients. Il a été mis sur pied en 1988.
À l'heure actuelle, l'innovation technologique à Hydro-Québec se concentre sur deux missions : améliorer la performance du système électrique et préparer un réseau plus intelligent et autonome . En 2011, l'IREQ a intensifié ses travaux sur: le réseau intelligent, l'électrification des transports terrestres, la fiabilité et la pérennité de installations d'Hydro-Québec, l'efficacité énergétique, l'intégration de l'éolien de même que les énergies renouvelables émergentes (hydroliennes, solaire, géothermie profonde).
De façon générale, les chercheurs de l'IREQ œuvrent dans domaines à compétences complémentaires : 
- équipements électriques et sciences des matériaux;
- robotique et génie civil;
- mécanique et métallurgie;
- couplage hydro-éolien;
- systèmes de mesures et d'information;
- réseau électrique et mathématiques;
- utilisation de l'énergie et modèles de charges;
- systèmes informationnels scientifiques et algorithmes;
- stockage et conversion de l'énergie;
- essais à haute tension et matériaux diélectriques;
- thermodynamique et essais mécaniques;
- étalonnage et réparation[9].

## Les innovations de l’IREQ
Une équipe de scientifiques- chercheurs de l'IREQ ont trouvé la cause des déclenchements intempestifs dus aux fortes tempêtes solaires induisant des courants continus dans les lignes THT nord sud, causant des débalancements de mesure dans les transformateurs de courant en déplaçant le point 0 courant ainsi pour un transfo 2000 à 5 ampères les courants CC induits peuvent déclencher les protections différentielles comme sur une phase, on pourrait détecter des décentrages de magnétisme rémanents hors des courbes normales d'hystérésis. 
Chaque projet d'innovation soutient un axe stratégique d'Hydro-Québec. Leur impact se mesure en coûts évités, en vente d'électricité additionnelles, en gains de productivité ou en reports d'investissements.
Les axes sont les suivants : performance et pérennité des installations, inspection et maintenance des installations, prévisions des apports d'eau et production d'électricité, utilisation efficace de l'énergie, réseau intelligent, énergies renouvelables, changements climatiques (collaboration active avec le consortium Ouranos) et électrification des transports terrestres.
Depuis sa création, l’IREQ compte bon nombre de projets. En voici quelques exemples :
| Nom du projet                                           | Acronyme | Description du projet |
| ------------------------------------------------------- | -------- | --- |
| Optimisation des réseaux à très haute tension           | - - -    | Les lignes à 735 kV mises en service par Hydro-Québec en 1965 – les premières sur la planète – ont été au cœur des premiers grands projets de l’IREQ. Diverses études d’optimisation ont été réalisées au sujet des lignes à 735 kV, notamment concernant l'isolation, l'effet couronne et les champs électromagnétiques. Ces études ont permis de mieux comprendre le comportement de ces lignes et d’en optimiser les critères de conception, servant de référence à l’établissement de normes dans plusieurs pays.                      |
| Système d’alimentation par couplage capacitif           | SCC      | Le SCC permet d’alimenter une charge de distribution en utilisant une ligne à haute tension. C’est un grand avantage quand la ligne de distribution la plus proche est à des dizaines de kilomètres. Les SCC de la première génération (1978) se retrouvent un peu partout dans le monde. Indispensable pour approvisionner les stations de communication et les localités non desservies par un réseau de distribution, le SCC a continué d’être peaufiné et adapté aux nouvelles technologies.                                           |
| Entretoise-amortisseur                                  | - - -    | Le vent peut compromettre la fiabilité du réseau de transport en provoquant des oscillations et des vibrations sur les lignes. Dès les années 1970, l’Institut de recherche d'Hydro-Québec s’est penché sur la maîtrise de ce phénomène. Parmi les percées qu’il a réalisées en la matière : l’entretoise-amortisseur, née en 1979 et commercialisée mondialement. Elle compte plusieurs atouts : concept d’articulation inédit, durabilité inégalée, entretoise souple entre les conducteurs et mode de répartition optimal du mouvement. |
| Acier IRECA                                             | - - -    | Ultra résistant à l’érosion de cavitation, cet acier inoxydable à faible teneur en cobalt né dans les années 1980 réduit l’usure des turbines hydrauliques et accroît leur durée de vie. Il facilite également le soudage et le meulage lors des réparations. On l’utilise notamment pour fabriquer des électrodes servant à souder manuellement les aubes de turbines et pour couler certaines pièces d’équipement. |
| Système de mesure du décalage angulaire                 | SMDA     | Lancé en première mondiale en 1981, ce système localise rapidement les défauts sur le réseau de transport à 735 kV. Il en détermine aussi la nature et la sévérité. Il fait même le lien entre des phénomènes pouvant erronément paraître isolés. |
| Mesure par capteur capacitif                            | - - -    | Mise au point dans les années 1980, cette technologie permet de connaître et de contrôler en temps réel le comportement des groupes turbines-alternateurs, de juger de leur état et de diagnostiquer d’éventuelles anomalies. Très précis, ce système de mesures sans contact et à distance a d’abord été employé pour mesurer l’entrefer des alternateurs avant d’être utilisé pour suivre l’évolution de la vibration des barres de stators.                                                                                             |
| Modèle d’analyse des turbines hydrauliques              | MATH     | Entrepris en 1989, le projet MATH a donné naissance à des outils capables de simuler par ordinateur l’écoulement de l’eau dans les turbines. Cela permet de découvrir ce qui nuit à leur performance et de proposer des pistes de solution dans le but d’augmenter leur rendement énergétique et de réaliser des gains économiques substantiels. Entre 2002 et 2010, une dizaine de centrales ont fait l’objet d’une telle analyse. |
| Additif polymérique pour poteaux de bois                | - - -    | Injectée dans les poteaux traités à l’arséniate de cuivre chromaté (ACC), cette substance, mise au point dans les années 1990, réduit de façon permanente leur dureté. Cela facilite grandement le travail des monteurs, qui avaient jusqu’alors de la difficulté à grimper dans les poteaux traités à l’ACC. L’additif, qui ne contient pas d’huile et qui ne dégage pas d’odeur, assure la protection du bois en plus d’être un meilleur choix environnemental.                                                                          |
| Logiciel SimPower Systems                               | - - -    | Créé en 1995 avec des partenaires, le Power System Blockset (nom initial) s’est distingué des autres logiciels de modélisation et de simulation de réseaux par sa convivialité. Exploitants de réseaux, équipementiers, centres de recherche et universités l’utilisent. Sa popularité confirme l’expertise de l’IREQ dans le domaine des outils de simulation de réseaux de même que sa capacité à concevoir des produits convenant autant à un vaste marché qu’à ses propres besoins.                                                    |
| Stabilisateur multibande MB-PSS                         | - - -    | Les oscillations de fréquence survenant sur un réseau de transport peuvent nuire à sa stabilité et diminuer ses limites de transit. Fruit d’un projet de R-D conjoint (Hydro et ABB), le MB-PSS amortit plus efficacement les modes d’oscillation que les stabilisateurs conventionnels. Il a été mis au point en 2002 pour faire face à la multiplication des interconnexions et à l’amplification du phénomène d’oscillation découlant de l’ouverture des marchés de l’énergie.                                                          |
| Oxydation humide assistée par plasma                    | OHAP     | Créé en 1999 au Laboratoire des technologies de l’énergie de l’IREQ, ce procédé permet d’incinérer les boues organiques (issues des pâtes et papiers, de l’agriculture, de l’assainissement des eaux usées, etc.) au moyen d’un four rotatif à pression et d’une torche à plasma. Un de ses atouts consiste en une consommation d’énergie inférieure aux procédés habituels. Le procédé élimine 95 % du volume traité et les 5 % de résidus peuvent être valorisés. L’OHAP est commercialisé depuis 2001.                                  |
| ThermÉlect                                              | - - -    | Conçu en 2001, cet accumulateur thermique est un appareil de chauffage électrique capable de stocker une quantité importante de chaleur pendant les creux de consommation et de la restituer sans appel de puissance pendant les périodes de forte demande. Il permet au client d’alléger sa facture, et à Hydro-Québec de réduire la demande de pointe. On l’utilise pour chauffer les bâtiments et l’eau sanitaire de même que pour préchauffer l’air neuf de ventilation.                                                               |
| Détecteur et analyseur de décharges partielles          | - - -    | Mis au point afin de garantir aux travailleurs un accès sécuritaire aux installations souterraines, ce système est constitué de deux outils complémentaires. Un détecteur, appelé le renifleur, est capable de vérifier en 10 secondes environ si les accessoires des réseaux de distribution souterrains génèrent des décharges partielles. Le cas échéant, l’analyseur de décharges partielles (ADP) localise les décharges avec fiabilité et précision.                                                                                 |
| LineScout                                               | - - - -  | Mis en service en 2006, ce robot perfectionné inspecte les lignes de transport sous tension difficiles d’accès pour les monteurs. Conçu pour franchir les obstacles (chaînes d’isolateurs, amortisseurs de vibrations, balises, anneaux pare-effluve, etc.), il peut se déplacer sur un câble de garde, un conducteur simple ou un faisceau de conducteurs. Sa caméra lui permet d’effectuer des inspections détaillées en toute sécurité, sans compromettre l’exploitation.                                                               |
| Méthodologie intégrée de diagnostic des alternateurs    | MIDA     | Composé de sept outils choisis pour leur capacité à détecter efficacement les principaux signes de dégradation, MIDA reçoit de l’information sur l’état des alternateurs, l’analyse, la regroupe et l’emmagasine dans une banque de données. Accessible à partir de l’intranet, cette application moderne de diagnostic permet d’établir les priorités de maintenance des alternateurs dégradés tout en assurant l’entretien de ceux qui sont en bon état.                                                                                 |
| Robot sous-marin pour l'inspection des barrages         | Maski    | Allié incontournable des scaphandriers implanté en 2006, ce robot sous-marin inspecte les structures et les ouvrages immergés, ce qui permet d’en connaître l’état et de repérer de possibles anomalies. Muni d’un système de positionnement tridimensionnel, de caméras à grand angle, d’une interface de navigation graphique en 3D et d’un sonar, il contribue à réduire la durée des inspections ainsi qu’à accroître la disponibilité des groupes turbines-alternateurs, générant des économies annuelles de 2 M$.                    |
| Simulateur numérique en temps réel                      | HYPERSIM | HYPERSIM est une technologie de stimulation numérique en temps réel servant à l’étude des réseaux de transport. HYPERSIM est un des simulateurs entièrement numériques qui permet d’analyser et de valider les circuits de commande et de protection des réseaux électriques. HYPERSIM repose sur des ordinateurs à architecture parallèle SGI. |
| Augmentation de la puissance des alternateurs existants | AUPALE   | Les travaux menés dans le cadre du projet AUPALE vise à évaluer la possibilité d’augmenter la puissance maximale de certains alternateurs ciblés sans compromettre leur durée de vie. |
| Système de soutien à la remise en charge du réseau      | RECRÉ    | Système permettant d'assurer la coordination des activités et le suivi lors d’une panne générale. Son intérêt principal réside dans le fait qu’il regroupe tous les processus concernés par cette activité : la planification, la formation et l’exploitation. |
| Matériaux de batterie                                   | - - -    | L’IREQ travaille à la recherche, à la conception, au développement et à la commercialisation de matériaux de batterie. L’IREQ a notamment développé une expertise dans le domaine des matériaux pour batteries lithium-ion destinées aux transports terrestres et à d’autres applications de stockage d’énergie. Ces matériaux présentent beaucoup d’avantages sur les plans de la sécurité et de la performance. |

### Voiture électrique

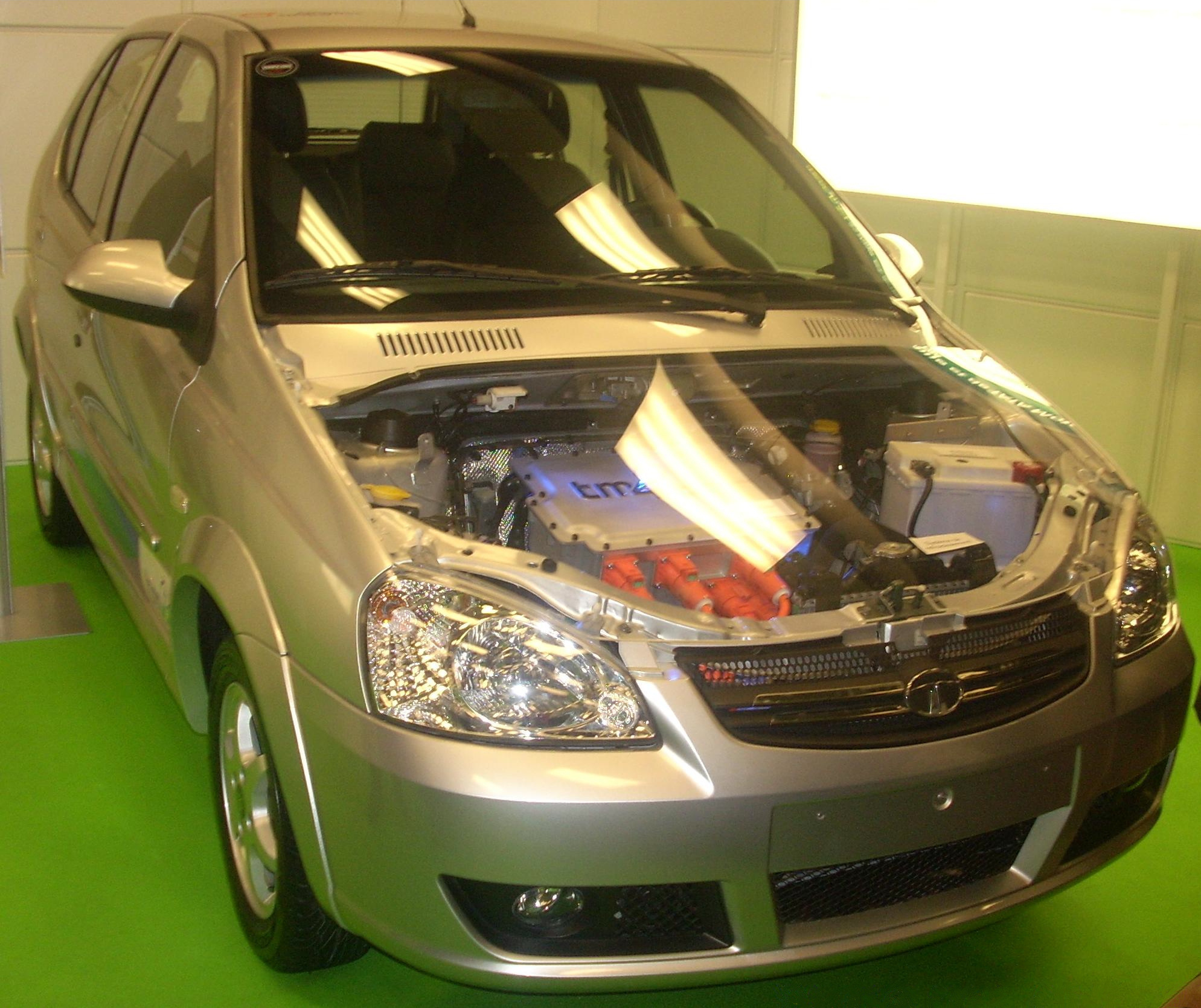
La Tata Indica EV, équipée du moteur Electric TM4 d'Hydro-Québec.

Les chercheurs de l'IREQ travaillent depuis près de 20 ans sur des questions reliées à la mise au point d'automobiles électriques. En 1994, le chercheur Pierre Couture a dévoilé un prototype opérationnel de moteur-roue qui a soulevé beaucoup d'intérêt dans la population. La direction d'Hydro-Québec a été longtemps critiquée pour ne pas avoir suffisamment promu le concept pendant 10 ans. 
L'héritier du moteur-roue est commercialisé par une filiale, TM4, qui s'est associée au groupe Dassault et au manufacturier Heuliez dans le développement d'un véhicule électrique, la Cleanova. Des prototypes ont été construits en 2006. Le moteur TM4 a aussi été choisi par Tata Motors et la firme danoise Miljø en 2009 pour équiper une version de démonstration de son modèle Indica Vista, qui sera testé en Norvège,.
Des équipes de l'IREQ travaillent également sur le développement de nouvelles technologies dans le domaine des batteries pour la voiture électrique. Les recherches sont orientées vers des technologies qui accroîtraient l'autonomie des véhicules, amélioreraient les performances par temps froid et réduiraient le temps de charge.
Ces travaux de l’IREQ s’inscrivent dans les efforts en matière d’électrification des transports d’Hydro-Québec.

## Partenariats

### Approche partenariale de la recherche et développement
L’Institut de recherche d'Hydro-Québec a adopté une approche partenariale de la recherche et développement dans le but de bénéficier d’expertises complémentaires et de partager les ressources et les risques. Ces ententes permettent notamment de faire connaître l’expertise de l’IREQ, d’accroître ses connaissances sur les enjeux du secteur de l’énergie et d’influencer les principaux intervenants du système de l’innovation.

### Soutien aux chaires de recherche
Par l’entremise de l’IREQ, Hydro-Québec soutien aussi des chaires de recherche dans des domaines d'intérêt pour ses activités. Parmi les chaires soutenues, on compte notamment :
- la Chaire internationale en analyse de cycle de vie
- la Chaire industrielle sur le givrage atmosphérique des équipements des réseaux électriques
- la Chaire de recherche industrielle du CRSNG sur la réparation durable et l'entretien optimisé des infrastructures en béton
- la Chaire du CRSNG en efficacité énergétique industrielle.

Ces chaires sont toutes appuyées par le Conseil de recherche en sciences naturelles et en génie du Canada (CRSNG).